# 布莱肯多夫
布莱肯多夫（德語：Blekendorf）是德国石勒苏益格－荷尔斯泰因州的一个市镇。总面积38.34平方公里，总人口1746人，其中男性860人，女性886人（2011年12月31日），人口密度46人/平方公里。